# Peter Theremin

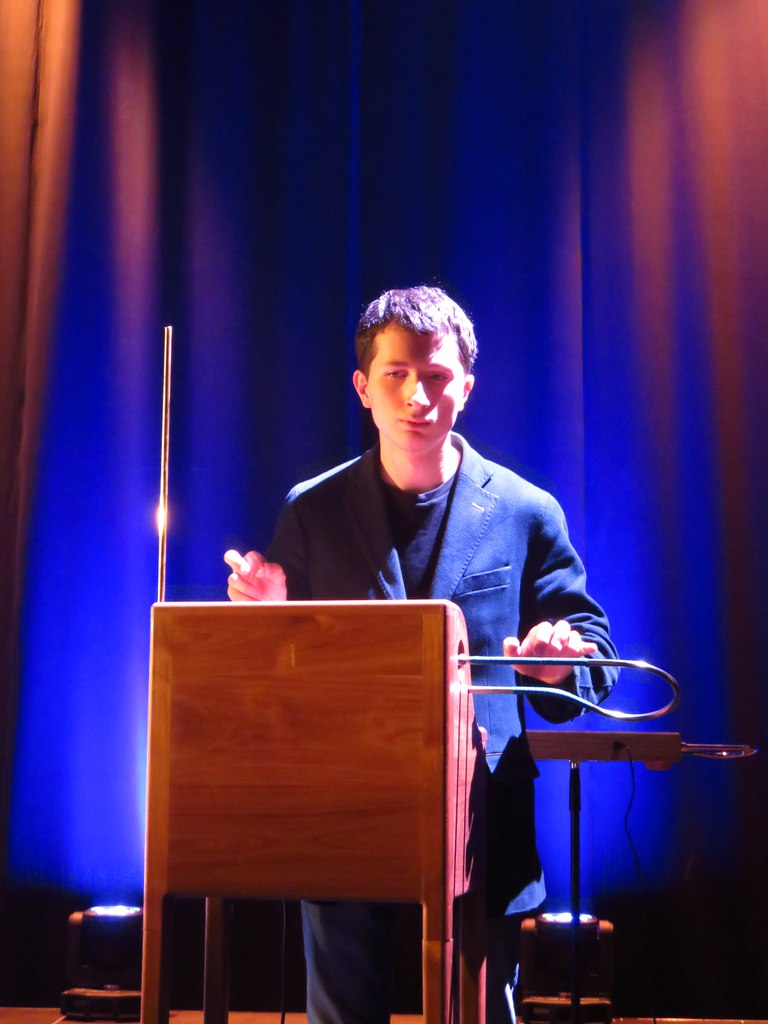
Peter Theremin spielt Theremin

Peter Theremin (russisch Пётр Термен Pjotr Termen; * 19. Januar 1991 bei Moskau) ist ein russischer Theremin-Spieler und Komponist.

## Leben
Theremin ist der Urenkel von Leon Theremin, dem Erfinder des nach ihm benannten Musikinstrumentes. Er ist Organisator des Festivals der Theremin-Kultur „Thereminology“, Schöpfer des ersten russischsprachigen Portals über das Theremin und Leiter der russischen Theremin-Schule. Weiterhin ist er Autor einer Reihe von Vorträgen über die Geschichte des Theremins.
Regelmäßig leitet Theremin Meisterklassen und dem Theremin gewidmete Vorträge (Moskau, Sankt Petersburg, Berlin, Tartu, Voronezh, Nischni Nowgorod, Ufa und andere). Vorträge und Workshops finden unter anderem im Zentralen Museum für Musikkultur und an der Hochschule für Musik statt.

## Auszeichnungen
- Gewinner der allrussischen Delphic Games
- Gewinner des internationalen Filmfestivals Väter und Kinder in der Kategorie Filmmusik (2017)
- Sonderzuschuss für Pädagogen vom TV-Wettbewerb "Blauer Vogel"
- Silbermedaille des britischen Creativepool-Preises für Musik für den Film Lektionen von Auschwitz (2020)
- Bronze der American Clio Awards  2021 für die Musik zum Film Lektionen von Auschwitz.

## Filmografie
- 2015: The Sheep Islands
- Lessons of Auschwitz (dir. Денис Семенов, Webby Award 2020)
- The Sheep Islands (2015)[2]
- Sounds of Vladivostok (2017)(theremin party) (2017)(Russia - Cyprus, directed and composed by Marios Elia)
- VITEBSK ART SCHOOL for at the Centre Pompidou (Paris) and Jewish Museum, (New York) (2018)
- Valse de Vladimir (2018) (France, directed by Matthew Martin)
- Lessons of Auschwitz (2020) VR film
- "Participation" (2021)
- theremin party for vr game M1n0t0r (France-Russia) (2021)

## Diskografie
- Varvara Vizbor "Forbidden Fruit" (2015)
- Tatiana Aleshina "Da wir so auf den Ball flog" (2013)
- The Owls Are Not What They Seem: David Lynch Tribute Remixes (2017)
- Barbara Vizbor «Die verbotene Frucht» (2015)
- Sergei Babkin "Muzasfera" (2018)
- Panama (Igor Grigoriev) - "Die Heiligen" (2018)